# Глухое (озеро, муниципальный округ Первоуральск)
Глухо́е — малое сточное озеро на Среднем Урале, в муниципальном округе Первоуральск Свердловской области. Площадь — 0,64 км².

## География
Глухое озеро расположено между городами Екатеринбургом и Ревдой, в глухой лесистой местности. Прибрежные смешанные леса изобилируют ягодами и грибами.
С севера и запада к озеру примыкает Глухое болото, окружающее также другие малые озёра: Лебяжье, Щучье (к северо-западу от Глухого) и Половинное (к западу). На северо-восточном берегу Глухого озера расположен санаторий «Озеро Глухое», а рядом с ним находится пляж. К озеру и санаторию ведёт подъездная автодорога длиной около 9 км со стороны Ново-Московского тракта. Поворот на Глухое озеро находится в районе горы Хрустальной. На юго-восточном берегу озера находится Дом рыбака, в районе которого построен пирс.
Приблизительно в 300 метрах к востоку от Глухого озера проходит южный обход железной дороги вокруг города Екатеринбурга. Восточнее железнодорожного полотна расположены садоводческие товарищества «Изыскатель» и «Автомобилист».

## Морфометрия
Площадь зеркала Глухого озера — 0,64 км². Урез воды — 311,4 м над уровнем моря. Средняя глубина — 1,2 м, а наибольшая достигает 3 м. Наибольшая протяжённость Глухого озера с запада на восток составляет 1,2 км, с севера на юг — 0,85 км.

## Гидрология
Глухое озеро является сточным. Из юго-западной части озера вытекает река Исток, которая протекает через соседнее Половинное озеро и впадает в Волчихинское водохранилище, образованное на реке Чусовой.
Берега Глухого озера большей частью заболочены, на восточном и южном берегах встречаются высокие каменные участки. Большая часть береговой линии — торфяные болота из сфагнума. Покрытие растительностью составляет не более 20 % поверхности воды.

## Данные водного реестра
По данным государственного водного реестра России, Глухое озеро относится к Камскому бассейновому округу. Водохозяйственный участок — Чусовая от истока до города Ревды без реки Ревды (от истока до Новомариинского гидроузла), речной подбассейн — Кама до Куйбышевского водохранилища (без бассейнов рек Белой и Вятки), речной бассейн — Кама.
Код объекта в государственном водном реестре — 10010100511111100002116.

## Фауна
В Глухом озере обитает рыба: окунь, чебак, щука, язь. Кроме того, окрестности являются местом гнездования водоплавающей птицы.

## Охрана природы
Глухое озеро с прилегающей местностью образует памятник природы областного значения «Озеро Глухое с окружающими лесами» общей площадью 3,3 км².